# تومي ماسون غريفين
تومي ماسون غريفين (بالإنجليزية: Tommy Mason-Griffin)‏ مواليد 29 سبتمبر 1990 في هيوستن، هو لاعب كرة سلة أمريكي. بدأ مسيرته الاحترافية في سنة 2010. يبلغ طوله 5 قدم 11 بوصة (1.8 م). لعب مع راتيوفارم أولم في الدوري الألماني لكرة السلة.

## روابط خارجية
- تومي ماسون غريفين على موقع كرة السلة الأوروبية.كوم (الإنجليزية)
- تومي ماسون غريفين على موقع كلية كرة السلة في سبورتس رفرنس.كوم (الإنجليزية)
- تومي ماسون غريفين على موقع ريلجم (الإنجليزية)
- تومي ماسون غريفين على موقع بروبوليرز (الإنجليزية)
- تومي ماسون غريفين على موقع سبورتس رفرنس (الإنجليزية)